# Дніпровець (поїзд)
«Дніпровець» — фірмовий пасажирський поїзд 2-го класу Придніпровської залізниці № 41/42 сполученням Дніпро — .Трускавець
Протяжність маршруту складає 1202 км.
Вартість проїзду може змінюватися залежно від дня тижня. Варто зазначити, що на короткі відстані продаж може обмежуватися, але за добу до відправлення всі такі обмеження знімаються. Є можливість придбати електронний квиток.

## Історія
17 серпня 2016 року потяг № 42 скоротив зупинку на 4 хв.
З 18 березня по 21 липня 2020 року потяг було тимчасово скасовано через пандемію COVID-19.
Також з 18 березня 2020 по 9 березня 2021 року через пандемію COVID-19 не була доступна послуга вагона-автомобілевоза, але знову була доступна.
6 лютого 2021 року через ДТП на станції Воскобійня потяг курсував через Кривий Ріг, Апостолове, Нікополь, Запоріжжя..
6 лютого 2021 року потяг № 41 курсував на 1 годину довше

## Склад поїзда
На маршруті руху курсують два склади поїзда, формування станції  вагонного депо Днiпро-Головний.
Поїзд складався з 19 фірмових пасажирських вагонів різного класу комфортності:
- 2 вагони класу Люкс (№ 10, 11)[7];
- 9 купейних вагонів (№ 1, 7—9, 12, 13, 17, 18, 30)[8];
- 9 плацкартних вагонів (№ 2—6, 14—16, 18)[9].

Вагон № 9 — штабний. Вагони фірмові, купе та люкс оснащені були кондиціонерами, частково — біотуалетами та іншими зручностями. Є ще вагон № 30, який має місця для інвалідів. Курсує за потребою.

## Вагон безпересадкового сполучення
В складі потяга курсували вагони безпересадкового сполучення:
- № 47 / 42 Кишинів — Трускавець[10];
- № 81 / 42 Київ — Трускавець;
- № 351 / 42 Одеса — Трускавець;
- № 371 / 42 Могильов — Трускавець;
- № 607 / 42 Луганськ — Трускавець;

Всі вагони скасовані.

## Події
12 лютого 2020 року на станції Городище було отримано повідомлення про мінування, потім, після огляду мінування не підтвердилося, а потяг поїхав із запізненням і затримкою інших 13 потягів.